# Caldwell (lớp tàu khu trục)
Lớp tàu khu trục Caldwell là một lớp tàu khu trục được đưa ra phục vụ cùng Hải quân Hoa Kỳ lúc gần cuối Chiến tranh Thế giới thứ nhất. Hai chiếc đã bị loại bỏ trong những năm 1930, nhưng bốn chiếc còn lại đã phục vụ suốt Chiến tranh Thế giới thứ hai, trong đó ba chiếc được chuyển sang hoạt động cùng Hải quân Hoàng gia Anh Quốc theo thỏa thuận Cho thuê-Cho mượn.

## Thiết kế và chế tạo
Sáu chiếc thuộc lớp "tàu diệt tàu phóng lôi" Caldwell được Quốc hội Mỹ chấp thuận trong đạo luật ngày 3 tháng 3 năm 1915, "để có được tốc độ không thấp hơn 30 knot, và chi phí chưa tính vũ khí và vỏ giáp không vượt quá 925.000 Đô-la mỗi chiếc... và ba chiếc trong số tàu diệt tàu phóng lôi được chấp thuận nói trên được chế tạo tại vùng bờ biển Thái Bình Dương."
Được chế tạo từ năm 1916 đến năm 1918, sáu chiếc trong lớp Caldwell là những chiếc đầu tiên trong số 279 chiếc được đặt hàng (có 6 chiếc bị hủy bỏ) với thiết kế sàn tàu phẳng để loại bỏ điểm yếu sàn tàu trước của lớp Tucker dẫn trước. Phần mũi của lớp Caldwell được cải tiến nhằm giữ cho tháp pháo "A" không liên tục bị ướt nước. Lớp này cũng có các ống phóng ngư lôi dọc theo sống tàu và hai bên mạn, cả hai đều có những khiếm khuyết về thiết kế vốn tồn tại trên những lớp Wickes và Clemson tiếp theo sau. Chúng cũng khác biệt nhau về kiểu dáng; Caldwell, Craven và Manley được chế tạo với bốn ống khói, trong khi Gwin, Conner và Stockton chỉ có ba ống khói.
Ngay trước khi Chiến tranh Thế giới thứ hai nổ ra, Manley được cải biến thành tàu khu trục vận chuyển tốc độ cao, tháo dỡ nồi hơi và ống khói phía trước, cho phép nó có khả năng chở 200 lính thủy quân lục chiến cùng 4 xuồng đổ bộ Higgins dài 11 m (36 ft). Trong chiến tranh nó đã hoạt động tại Guadalcanal và Kwajalein.
Ba chiếc trong lớp đã được chuyển cho Hải quân Hoàng gia Anh Quốc vào năm 1940 như một phần của lớp tàu khu trục Town theo Thỏa thuận đổi tàu khu trục lấy căn cứ. Conner đã hoạt động như là chiếc HMS Leeds khi hỗ trợ tại bãi Gold trong cuộc đổ bộ Normandy vào ngày 6 tháng 6 năm 1944, trong khi các tàu chị em phục vụ hộ tống cho đoàn tàu vận tải. Cả ba đều đã sống sót qua chiến tranh; hai chiếc sau đó bị đánh đắm như mục tiêu và một chiếc bị tháo dỡ sau chiến tranh.

## Những chiếc trong lớp
| Tàu              | Đặt lườn             | Hạ thủy              | Hoạt động            | Số phận                                                                                            |
| ---------------- | -------------------- | -------------------- | -------------------- | -------------------------------------------------------------------------------------------------- |
| Caldwell (DD-69) | 8 tháng 12 năm 1916  | 10 tháng 7 năm 1917  | 1 tháng 12 năm 1917  | Bán để tháo dỡ 1936                                                                                |
| Craven (DD-70)   | 20 tháng 11 năm 1917 | 29 tháng 6 năm 1918  | 19 tháng 10 năm 1918 | Chuyển cho Hải quân Anh 23 tháng 10 năm 1940 như chiếc HMS Lewes, bị đánh đắm 25 tháng 5 năm 1946  |
| Gwin (DD-71)     | 21 tháng 6 năm 1917  | 25 tháng 12 năm 1917 | 20 tháng 3 năm 1920  | Bán để tháo dỡ tháng 3 năm 1939                                                                    |
| Conner (DD-72)   | 16 tháng 10 năm 1916 | 21 tháng 8 năm 1917  | 12 tháng 1 năm 1918  | Chuyển cho Hải quân Anh 23 tháng 10 năm 1940 như chiếc HMS Leeds, bán để tháo dỡ tháng 3 năm 1947  |
| Stockton (DD-73) | 16 tháng 10 năm 1916 | 21 tháng 8 năm 1917  | 26 tháng 11 năm 1917 | Chuyển cho Hải quân Anh 23 tháng 10 năm 1940 như chiếc HMS Ludlow, bán để tháo dỡ tháng 7 năm 1945 |
| Manley (DD-74)   | 22 tháng 8 năm 1916  | 23 tháng 8 năm 1917  | 15 tháng 10 năm 1917 | Cải biến thành tàu vận tải cao tốc APD-1 năm 1940, Bán để tháo dỡ năm 1946                         |